# Angelus Temple
Angelus Temple – megakościół zielonoświątkowy, centralny dom modlitwy Międzynarodowego Kościoła Poczwórnej Ewangelii, znajdujący się w Echo Park, dzielnicy Los Angeles, w Stanach Zjednoczonych. Kościół zaprojektował architekt Brook Hawkins. Jego konstrukcji przewodziła Aimee Semple McPherson. Kościół został poświęcony 1 stycznia 1923 r. Od 1992 r. Angelus Temple figuruje w krajowym rejestrze zabytków USA. Zborowi przewodzą pastorzy: Matthew i Caroline Barnett.
Kościół kupił nieruchomość za prawie 4.000.000 dolarów i zainwestował na remont 28.000.000 dolarów. Centrum pomaga bezdomnym rodzinom, ofiarom handlu seksualnego, a także ludziom z problemami narkomanii. Pomoc polega przede wszystkim na zapewnieniu opieki zdrowotnej i wyżywienia.